# Confissões de uma Máscara
Confissões de uma Máscara (仮面の告白, Kamen no Kokuhaku) é o segundo romance do novelista e dramaturgo japonês Yukio Mishima e sua primeira obra escrita exclusivamente para publicação.
Trata-se de uma obra de grande sucesso e considerada uma autobiografia literária. É a história da confissão do "Eu" que se debate com uma orientação sexual diferente das outras pessoas e que faz uma análise objetiva de si mesmo, desde a sua criação.
A história é narrada em um estilo intelectual e poético, repleto de angústia e tristeza, retratando a consciência de sua própria orientação sexual e suas tentativas e desilusões no amor entre homens e mulheres.
Na época, a franqueza com que abordou o tema da homossexualidade causou grande repercussão, tornando Mishima um escritor renomado aos 24 anos de idade.
Na história da literatura japonesa, o livro é considerado uma obra pioneira tanto em termos de singularidade quanto de conteúdo.

## Sinopse
Koo-chan vive um momento de conflito interior no Japão do entreguerras. No começo da adolescência, tem fantasias que combinam impulso sexual e violência sadomasoquista, desejo e morbidez. O quadro de São Sebastião de Guido Reni, por exemplo, desempenha um papel chave como signo do despertar da sua homossexualidade. O rapaz também chega a imaginar um "teatro da morte", em que jovens lutadores se enfrentariam como gladiadores, exclusivamente para êxtase do próprio Koo-chan. À medida que avança na adolescência – e a Segunda Guerra Mundial se desenrola –, o rapaz tenta se interessar por mulheres, entre as quais Omi e Sonoko. Por detrás da máscara de "normalidade", porém, ele sabe que sua orientação sexual não corresponde aos padrões convencionais. O protagonista empreende, aos poucos, uma viagem interior de descoberta e construção da própria identidade.

## Histórico de publicação
Confissões de uma Máscara foi lançado pela primeira vez em 5 de julho de 1949, pela editora Kawade Shobo, como uma obra original escrita especialmente para esse fim. A data em que o autor concluiu a escrita do livro foi 27 de abril do mesmo ano. O livro foi parte do projeto editorial da Shobo intitulado "Quinto Romance Original Escrito Sob Encomenda" e teve Kazukame Sakamoto (pai de Ryuichi Sakamoto) como editor responsável. Em 26 de dezembro do mesmo ano, o livro foi selecionado como um dos "Três Melhores do Yomiuri". No ano seguinte, em 25 de junho de 1950, uma edição de bolso (a primeira edição de bolso de Yukio Mishima) foi lançada pela editora Shincho Bunko.
Desde então, Confissões de uma Máscara foi traduzido para vários idiomas, incluindo a tradução de Meredith Weatherby em 1958, com o título em inglês Confessions of a Mask. O livro também foi traduzido para italiano com o título Confessioni di una maschera, holandês com o título Bekentenissen van een gemaskerde, espanhol com o título Confesiones de una máscara e francês com o título Confession d'un masque.

## Estrutura literária
Confissões de uma Máscara é narrado em primeira pessoa pelo protagonista, que é uma representação do próprio autor. O livro adota a forma de um "romance confessional", com o protagonista, referido como "Eu", contando sua vida dos momentos do nascimento até os 23 anos, abordando sua juventude e sua "Vita Sexualis" (expressão em latim que significa vida sexual) em quatro capítulos. A primeira metade do livro é dedicada a uma análise introspectiva das suas perversões sexuais, enquanto a segunda metade é uma confissão de amores à maneira de "Armance" e uma narrativa de remorso duradouro. Vale mencionar que "Armance" é o romance de estreia de Stendhal, que retrata o amor desesperado do protagonista, Octave, um impotente sexual.
A história se passa entre 1925 (14º ano da era Taishō) e 1948 (23º ano da era Shōwa), abrangendo a infância e a juventude do protagonista, sua relação com a família, centrada na avó, sua atração homossexual por um colega grosseiro, seu envolvimento romântico e hesitação em relação à irmã de um amigo, bem como o pano de fundo histórico do período da Segunda Guerra Mundial e do pós-guerra.
A epígrafe do livro é uma citação do livro Os Irmãos Karamazov de Dostoiévski, especificamente do Livro 3, Capítulo 3, intitulado "Confissão de um Coração Ardente - Em Verso".

## Contexto e motivação

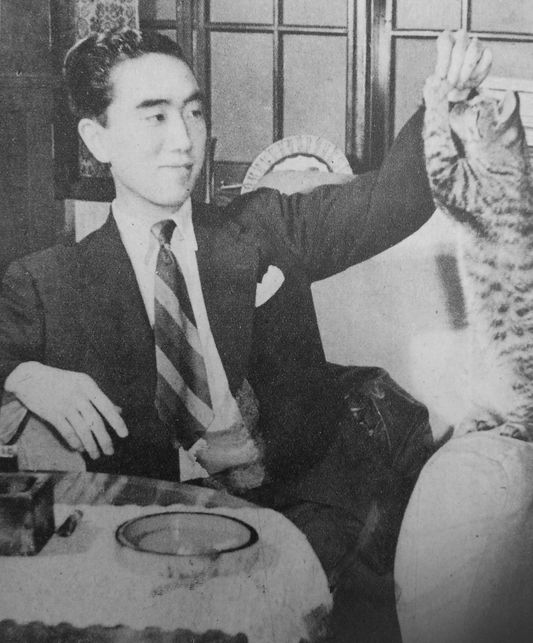
Yukio Mishima, em 1948.

### Suicídio e renascimento
No contexto da obra e na motivação para a escrita, Mishima descreveu sua tentativa como "o primeiro romance confessional de minha vida, certamente não um romance confessional literário, mas uma tentativa de direcionar a lâmina afiada da análise psicológica em relação aos personagens fictícios para mim mesmo, realizando minha própria dissecação pessoal". Ele enviou essas palavras ao seu editor responsável, Kazukame Sakamoto. Além disso, ele escreveu o seguinte em suas anotações:
"Este livro é uma carta de despedida na qual tento deixar vestígios do território da morte no qual eu residia até agora. Escrever este livro é um tipo de suicídio em reverso para mim. Quando se inverte o filme de um salto suicida em um filme, o suicida salta de um abismo para o topo de um penhasco em alta velocidade, ressuscitando. O que eu tentei com a escrita deste livro foi uma espécie de arte de renascer. Eu sou uma sofisticada e inútil contradição. Este romance é a prova fisiológica disso. Eu me considero um poeta, mas talvez eu seja o próprio poema. Poema em si pode ser apenas a vergonha (sexo) da humanidade." Yukio Mishima, "Notas sobre 'Confissões de uma Máscara'"
Sobre o significado da "Confissão" na "Máscara", Mishima escreveu: "A essência da confissão é que 'a confissão é impossível'". Ele apontou as contradições metodológicas da tradicional confissão literária de um romance confessional e observou que, se o "Eu" como escritor fosse revelado na obra, seria esperado que o escritor do "Eu" como personagem também fosse escrito, o que comprometeria a pureza da expressão e levaria à destruição da forma do romance confessional. Portanto, ele afirmou ter considerado a criação de uma ficção de confissão perfeita, tendo consciência disso.
"O título aparentemente contraditório de Confissões de uma Máscara deriva do paradoxo de que, para um indivíduo como eu, a máscara é uma face de carne, e dentro dessa máscara de carne é impossível uma confissão verdadeira. O ser humano nunca é capaz de realizar uma verdadeira confissão. Apenas raramente, é somente a máscara que se afundou profundamente na carne que pode alcançar tal realização."

Yukio Mishima, "Palavras do autor Confissões de uma Máscara"
Além disso, em uma carta para Yasunari Kawabata, de 2 de novembro de 1948, pouco antes de escrever, ele afirmou que iria "realmente querer fazer um trabalho com uma base firme", e que iria "auto-dissecar-se com a dupla determinação de Boodorel" prisioneiro condenado e carrasco. Nessa carta escrita pouco antes de começar a escrever, o Mishima revelou seu desejo de fazer um trabalho verdadeiramente significativo e expressou sua intenção de fazer uma 'autópsia de si mesmo' com uma dupla determinação semelhante à de um condenado à morte e seu executor. Ele declarou que gostaria de estrangular o deus da beleza que ele acreditava e que parecia ser visto pelos olhos dos leitores como alguém em quem ele acreditava. Ele também expressou o desejo de testar se o deus da beleza poderia ressuscitar. Embora ele estivesse consciente de que, depois de ler essa obra e suas análises libertinas, alguns leitores pudessem decidir nunca mais ler suas obras, ele estava preparado para enfrentar isso com determinação. No entanto, ele acreditava que aqueles que considerassem essa obra 'belíssima' seriam seus leitores mais profundos e compreensivos.
O primeiro dia de escrita de Confissões de uma Máscara foi em 25 de novembro de 1948. Em novembro ou dezembro de 1945, três anos antes, Mishima ficou sabendo que a irmã de seu colega de escola, Kuniko Mitani (irmã de Shin Mitani), estava noiva de Kunio Nagai (filho de Matsuzo Nagai), um funcionário de banco, apesar de nunca terem tido um relacionamento, Mishima anseava casar com Kuniko, o que fez a noticia do casamento dela deixa-lo entristecido. No ano seguinte, em maio de 1946, Kuniko se casou, mas em 16 de setembro, Mishima se encontrou com ela por acaso na rua, que agora era uma dona de casa. Naquele dia, ele registrou em seu caderno o desejo de escrever um "romance autobiográfico".
Refletindo sobre sua própria infância e anos de formação, Mishima procurou o psicólogo Ei Mochizuki para discutir sobre a homossexualidade. Ele também leu obras do médico alemão Magnus Hirschfeld e do médico britânico Havelock Ellis, emprestadas de Mochizuki. Além disso, ele recebeu livros do especialista em psicopatologia Ryuzaburo Shikiba, a quem posteriormente dedicou sua obra e confessou sua luta com a "incapacidade física" (impotência sexual).
O que foi escrito em Confissões de uma Máscara é uma descrição fiel dos fatos que surgiram de minhas próprias experiências, com exceção das modificações nos modelos e fusão de duas personagens em uma. No Japão e no exterior, a descrição explícita da inversão sexual em uma confissão é algo raro. Existem apenas poucos exemplos, como Se o Grão Não Morre de André Gide, que enfatiza mais a história mental. Vi também em um livro raro chamado Livre Blanc de Jean Cocteau, mas é apenas uma breve história. No verão passado, li Inversão Sexual no Homem e Amor e Dor de Ellis, e ao perceber que todos os casos relatados eram de pessoas da classe intelectual, isso me deu satisfação pessoal e a coragem de confessar. Na época, eu estava mais preocupado com a minha incapacidade física em direção à normatividade do que com a minha verdadeira tendência homossexual, então a confissão foi considerada o método mais eficaz da terapia psicanalítica."

Yukio Mishima, "Carta para Ryuzaburo Shikiba" (19 de julho de 1949)
Além disso, quando perguntado por Shohei Ooka em 1951 sobre o significado de "Máscara", Mishima respondeu que isso se referia à perspectiva relativa de que o personagem principal (que não tem convicção clara sobre o sexo) só pode ter uma visão relativa das coisas, e isso se tornou um grande fator para se tornar um artista. Ele escreveu que isso poderia se tornar uma teoria essencial para o que é um artista, mesmo que não seja uma representação completa do artista.
Aquele personagem que aparece lá é uma pessoa muito mentirosa, a ponto de nem mesmo conseguir distinguir a verdade das mentiras. Acreditei que isso poderia ser uma alegoria para o escritor. Mesmo que eu acreditasse estar falando a verdade, poderia estar mentindo, essa suspeita é devido à mentalidade inevitável dos amantes do mesmo sexo. Isso também tem a ver com o fato de que, para pessoas normais com uma orientação sexual diferente, elas têm uma certeza clara em relação à direção de sua sexualidade. Portanto, elas não precisam adotar uma perspectiva relativa em relação às coisas. No entanto, o personagem principal nasceu com a tendência de apenas ser capaz de ter uma visão relativa das coisas, o que se tornou um fator significativo para se tornar um artista. Embora isso possa não ser uma representação completa do que é um artista, acreditei que poderia se tornar uma teoria sobre a essência do que é um artista. Ao abordar esse assunto, acredito que um escritor normal e saudável não incluiria elementos fictícios em suas obras, acreditando que o que escrevem é verdadeiro.
Yukio Mishima, "Diálogo entre cão e macaco - Circulando em torno dos segredos do meu próprio trabalho" (entrevista com Shohei Ooka)
Mishima encontrava valor na pureza alcançada apenas pelos excluídos e via essa imagem de pureza nos homossexuais. Ele não estava particularmente satisfeito com a ideia de que a homossexualidade se tornasse aceita e aberta na sociedade, pois acreditava que isso não seria interessante ou estimulante para a literatura.

### Modelo
O modelo para o personagem de “Omi”, tido como o primeiro amor da vida do Mishima, era um garoto delinquente quatro ou cinco anos mais velho que Mishima, que havia reprovado e era apelidado de “Bura” por seus colegas. Mishima era encantado pela figura desse jovem delinquente, encontrando gentileza e beleza em seu comportamento rude. Além disso, Mishima também sentia paixão por um garoto que tinha um ano a menos que ele e que foi descrito como sendo "de pele clara e olhos grandes e arregalados".
O modelo para o personagem "Sonoko Kusano" que aparece na obra é Mitsuya Noriko, irmã de Mitsuya Shin. Em uma carta enviada a um professor da Universidade de Waseda, Mishima escreve: "Se eu não escrevesse sobre ela, não poderia viver. Embora possa parecer uma expressão exagerada dizer que não posso viver". Vale mencionar que, quando questionada sobre se ela se tornou o modelo para o livro Confissões de uma Máscara após a morte de Mishima, Noriko respondeu: "Mishima-san era uma pessoa muito sincera e séria. Talvez ele tenha apenas fingido uma "perversão sexual""
Quanto à mencionada "memória de nascimento" no início, de acordo com Mitsuya Shin, colega de classe de Mishima desde a escola primária da Gakushuin, Mishima teria dito aos colegas de classe pouco depois de ingressar na escola que ele "se lembrava de quando nasceu". Isso teria surpreendido seus colegas e Mitsuya.
O amigo que acompanha o protagonista "eu" para um "lugar ruim" (um bordel) é Yashiro Shizuo. O dia em que Yashiro levou Mishima a uma "demi monde" (prostíbulo) foi por volta de janeiro de 1947. No entanto, na realidade, tanto Yashiro quanto Mishima nunca haviam aparecido em um local assim antes, e Yashiro apenas zombou de Mishima, fingindo ser um "falso vilão" para satisfazer seu próprio senso de superioridade. Yashiro também deu dinheiro apenas para a mulher e saiu rapidamente. Mishima não sabia disso e pensava que era o único que permanecia virgem.

## Recepção literária

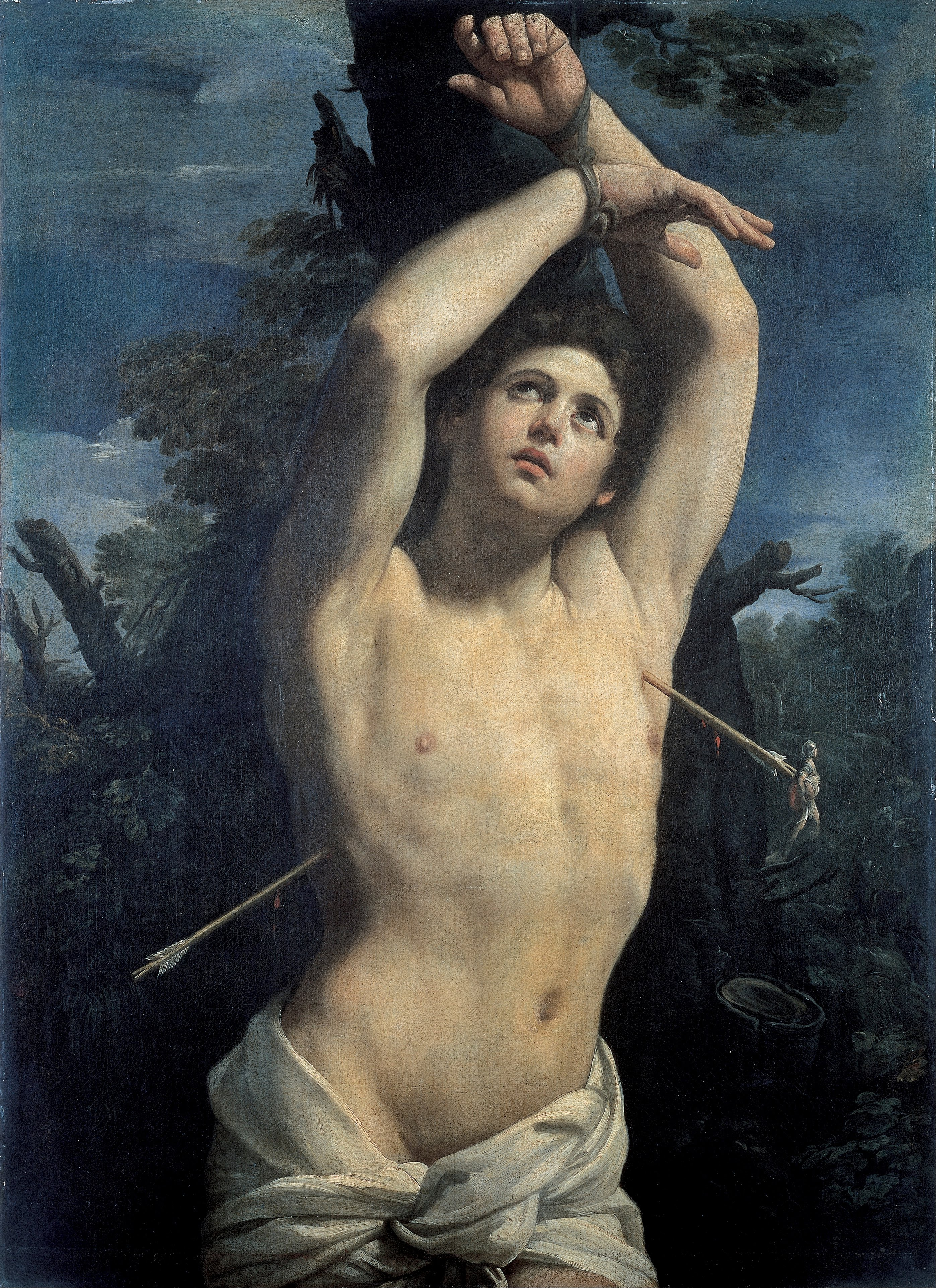
São Sebastião por Guido Reni (detalhe)

O romance recebeu uma resposta favorável em seu lançamento. No "1949 Yomiuri Best Three", publicado no jornal Yomiuri Shimbun em 26 de dezembro do mesmo ano, o livro foi selecionado por 6 dos 10 jurados, incluindo Ken Hirano, Yasunari Kawabata, Hisaori Fukuda, Tadashi Ito, Kiyoshi Aono e Fumio Niwa.
Na época, outros escritores e críticos literários também tiveram uma resposta geralmente positiva. Shigeki Senuma comentou: "Nessa exibição de autodesprezo autoindulgente, há um talento extraordinário que se revela". Kiyoshi Kamiya mencionou a cena de "São Sebastião" e considerou o livro uma "obra-prima de uma literatura masculina amplamente rara, e talvez pudesse ser chamada de literatura masculina em sua essência".
Tatsuo Kitahara, Fuyo Hayashi e Yoshio Nakano reconheceram a "genialidade" do autor e apesar de mencionarem alguns pontos críticos, deram uma avaliação geral positiva, afirmando que a história ficava interessante nesse nível.
Seiki Hanada, em particular, o elogiou muito, afirmando que a máscara em questão não é usada para esconder o confessor, mas sim para revelar o próprio rosto, sem se importar muito com o olhar dos outros. Ele enfatizou a singularidade da "confissão" de Mishima.
Hanada analisou que a "máscara" de Mishima não era do tipo "esperta" como a de  Mori Ōgai em Vita Sexualis ou a máscara inconsciente e "ingênua" de Hanabata Taizan em O Futon. Era uma "máscara introvertida" de "perversão sexual", diferindo também da "máscara introvertida" em Hana no michi de Osamu Dazai. Hanada concluiu sua análise afirmando que Mishima era verdadeiramente original e que, a partir daí, finalmente o século XX japonês começou no campo da literatura, meio século atrasado.
Desde o início, houve também avaliações sobre a representação heterodoxa da perversão sexual do livro, sobre a qual alguns comentaram que apesar de retratar o mundo da homossexualidade e do sadomasoquismo, o protagonista permanece "saudável". Aramasaoto afirmou que "a perversão psicológica é algo que todos têm em certa medida, e não é anormal, mas sim um fenômeno fisiológico. Talvez seja apenas porque ele cresceu em uma estufa e foi preservado até os vinte anos". Kiyoshi Aono disse: "A psicologia desse jovem impotente, que esse talentoso escritor disseca, contém torções que também podem ser encontradas em pessoas normais".
Akigo Honda, em "História Literária da Pós-Guerra", descreveu o livro como uma "obra estranha" e afirmou que Mishima obteve reconhecimento no mundo literário como um talento singular que não podia ser negado ao lançá-lo no quarto ano da literatura pós-guerra. Honda observou que, embora a compreensão da psicologia do protagonista fosse difícil em alguns momentos, era possível sentir algo que não era mentira, e que a ressonância que só poderia ser produzida por alguém que, de forma consistente e racional, observou o mundo e a si mesmo a partir desse limite estava presente no livro.
A recepção inicial no mundo ocidental foi mais mista, mas em última análise positiva. O revisor da Kirkus Reviews opinou que: "Como romance, há muito pouco que recomende este doloroso relato da sexualidade retardada, mas como uma prova do entusiasmo atual com que os japoneses abraçaram as tradições literárias ocidentais dos últimos quarenta anos às custas de sua própria herança, Confissões de uma Máscara causa uma impressão sombria e contundente"
O New York Times definiu que "Este livro aumentará a consciência americana da habilidade [de Mishima]; mas também irá, imagino, despertar em muitos leitores tanto desgosto quanto respeito... Em Confissões de uma Máscara, um artista literário de sensibilidade delicada e franqueza surpreendente, escolheu escrever para poucos em vez de para muitos."
O renomado autor Christopher Isherwood proclamou após ler o romance: “Aqui está o Gide japonês"

## Análises
Takashi Tasaka destacou que o protagonista é atraído por algo "trágico" que é convocado pelo "amor malévolo da mãe das raízes" proveniente da "terra", simbolizado pelo excremento. Ele observou a conexão desse aspecto com a "teoria da tragédia" discutida por Friedrich Nietzsche em O Nascimento da Tragédia, que estabelece uma relação com o mundo "dionisíaco" (a essência das tragédias gregas). Tasaka apontou que isso se manifesta de forma particularmente intensa na cena do festival de verão com o mikoshi no final do Capítulo 1, descrevendo-a como uma "imagem vívida e densa", e interpretou o estado dos carregadores do mikoshi mencionados na passagem "suas visões não pareciam estar voltadas para as coisas terrenas" como um "êxtase dionisíaco" que rompe com a realidade cotidiana. Ele explicou que a realização desse estado de "destruição individual e unificação com a existência primordial" ocorre quando o "ser humano, o filho fugitivo da natureza", retorna ao caminho que o leva às "mães do ser".
Takashi Tasaka também aborda o tema do verso de Dostoiévski adotado por Mishima como epígrafe ("O completo antagonismo entre o olho da razão e o olho do sentimento. A beleza no interior das más ações Sodoma"). Ele sugere que essa beleza se manifesta nos gritos do "amor malévolo da mãe das raízes", é despertada pelo chamado da "terra" e representa a união de impureza e sagrado. Tasaka questiona se a "beleza" não é algo que reside "dentro do trágico", algo além de habitar o trágico e, na verdade, é o próprio trágico. Ele explora a ideia de que o convite da "terra" e da "natureza" em direção ao "trágico" é simultaneamente um convite para a "beleza" e discute como o problema da "beleza" se torna uma "metafísica da existência primordial". Tasaka relaciona isso à citação de Nietzsche que afirma que "a existência do mundo é reconhecida apenas como um fenômeno estético", identificando a essência disso como algo "dionisíaco" e afirmando que isso significa que a raiz da estética de Mishima se aproxima de alguma forma da teoria trágica de Nietzsche. Ele conclui que:
"A bússola do sentimento de carência do 'eu' está constantemente voltada para o 'trágico', e o 'eu' pode ser considerado como o ser humano erótico na consciência dessa falta. Mesmo que haja redenção para o 'eu', ela só pode ser alcançada em um nível super-humano. A teoria trágica como uma teoria da redenção permeia de forma intensa e sutil toda a obra."
Tasaka também aborda como a confissão de "perversão sexual" em Confissões de uma Máscara pode ser lida como uma expressão simbólica e metafórica, afirmando que a leitura transcende o significado sexual e revela um significado ontológico. Ele resume que a espinha dorsal que perpassa toda a obra é uma metafísica da existência, quando lida como uma única expressão simbólica e metafórica.
Kiyoshi Kamisai, um renomado crítico japonês, definiu a estrutura de Confissões de uma Máscara "Como se mármore e madeira estivessem sido unidos", ele afirma que a primeira metade da obra está repleta de "ereção" e "ejaculação", cheia de vitalidade masculina e sinceridade, enquanto a segunda metade, na qual "Eu" entra no mundo feminino, demonstra impotência e decadência na obra, tal interpretação se tornou quase consensual entre os críticos e leitores da obra.
Katsuhiko Ito discorda da interpretação de Kiyoshi Kamisai e afirma que a considera como sendo equivocada. Ele argumenta que é a presença do êxtase na primeira metade e a calmaria na segunda metade que permitem o equilíbrio e a harmonia na obra como um todo. Ito afirma que é justamente a segunda metade que o intriga e, por isso, considera Confissões de uma Máscara a obra-prima definitiva de Mishima.
Sugimoto Kazuhiro concentra sua atenção nas partes posteriores da obra que até então não haviam sido amplamente abordadas, ou seja, o Capítulo 3 e o Capítulo 4. Ele destaca que o Capítulo 3 se diferencia dos demais capítulos, pois apresenta datas e dias da semana específicos, além de nomes de lugares iniciados por iniciais que podem ser concretos e deduzidos. Ele observa que em comparação com a "fluidez temporal e espacial" dos outros capítulos, o Capítulo 3 possui uma "delimitação clara" tanto em termos de tempo quanto de espaço. Sugimoto interpreta que o Capítulo 3 pode ser considerado como a história do "eu" que viveu uma vida feliz com a chegada da, enfim, desejada guerra, incluindo a história com Sonoko, que embora seja a parte principal, não é exatamente o coração do Capitulo 3 . Ele sugere que essa seção, que traz uma sensação de elevação semelhante a um sonho que se torna realidade, é uma das razões para a criticada extensão do Capítulo 3. .
E Sugimoto observa que "a narração do Capítulo 4 sobre o ressurgimento do relacionamento com Sonoko e seus resultados faz questionar o que foi a história do relacionamento com Sonoko no Capítulo 3", e no Capítulo 4, enquanto fala sobre a "angústia" da incapacidade de ter relações sexuais e afetivas com mulheres e o "desejo de consolo", é narrado o encontro com uma mulher semelhante a Sonoko e o renascimento do relacionamento com ela. No Capítulo 3, ele discute o seguinte:
"A história de Sonoko no Capítulo 4 faz ressurgir a ideia de que, embora o 'eu' durante a guerra no Capítulo 3 tenha sido descrito como estando imerso em um estado não cotidiano e onírico, o relacionamento com Sonoko foi retratado como afável. Em outras palavras, a história do relacionamento com Sonoko buscado como consolo no Capítulo 4 lança uma nova luz sobre o fato de que o relacionamento com Sonoko retratado no Capítulo 3 foi, de certa forma, uma experiência feliz, mesmo que ilusória. Essa 'confissão' também se torna uma narrativa que relembra e lamenta a era da guerra representada pelo relacionamento com Sonoko."
A Mattachine Review, uma das revistas homossexuais pioneiras, analisou em 1959 que apesar do livro ser retratado no Japão "A história de Koo-chan e sua máscara poderia acontecer em qualquer país do mundo" e que a dor do sentimento de exclusão e diferenciação dos homens homossexuais raramente havia sido descrito com tanta veracidade na literatura homossexual. A revista define a relação do Koo-Chan com Sonoko como sendo "Previsivelmente melancólica" e analisa que ele se permitiu sonhar com a ilusão de um "Incasamento" mas que sempre soube que iria desistir dele.

A revista analisa o final do livro como a catarse do conflito interno de Koo-Chan, onde ele ao mesmo tempo deseja que a sua homossexualidade seja reconhecida pela Sonoko, mas teme e espera que isso não aconteça. 
Numa cena final sutilmente concebida, Kochan, por um momento, teme e espera que tenha traído seu segredo para a garota sensível que agora se casou com outro - ele olhou com paixão indisfarçável por um dos jovens valentões que desenham ele tão irresistivelmente. Mas Sonoko, como a maior parte da humanidade, foi treinada para não ver coisas que não deveriam ser vistas, e felizmente – ou infelizmente – não percebe. O leitor compartilha a mistura irônica de Kochan de alívio e tristeza" porque a mascarada funcionou e sem dúvida continuará a funcionar.